# José María Zabalza
Zabalza  Errazkin est un nom espagnol. Le premier nom de famille, en général paternel, est Zabalza ; le second, en général maternel, souvent omis, est Errazkin.
José María Zabalza Errazkin, né à Irún le 11 juin 1928, mort à Madrid le 8 juin 1985, est un réalisateur et scénariste espagnol actif entre 1955 et 1985.

## Biographie
José María Zabalza réalise son premier film También hay cielo sobre el mar en 1955. Parmi ses films les plus connus, on peut citer : Du plomb sur Dallas (1970), El milagro del cante (1967), Algunas lecciones de amor (1966) ; au niveau international, un film culte tourné avec Paul Naschy : La furia del Hombre Lobo (1972),.

## Filmographie partielle
Sauf indication contraire, les informations mentionnées dans cette section peuvent être confirmées par la base de données cinématographiques IMDb,  présente dans la section « Liens externes ».

### Comme réalisateur et scénariste
- 1955 : También hay cielo sobre el mar
- 1958 : Entierro de un funcionario en primavera (es)
- 1965 : Julieta engaña a Romeo
- 1966 : Algunas lecciones de amor
- 1967 : Camerino sin biombo
- 1967 : El milagro del cante
- 1968 : Yo no soy un asesino
- 1969 : Homicidios en Chicago
- 1969 : El regreso de Al Capone
- 1970 : Du plomb sur Dallas (Prendi la colt e prega il padre tuo)
- 1970 : Les Desperados de l'Arizona (Los rebeldes de Arizona)
- 1971 : 20.000 dólares por un cadáver
- 1971 : El vendedor de ilusiones
- 1974 : Un torero para la historia
- 1983 :  Al oeste de Río Grande
- 1984 : La de Troya en el Palmar
- 1985 : El misterio de Cynthia Baird

### Comme réalisateur
- 1972 : La furia del hombre lobo
- 1975 : Divorcio a la andaluza

### Comme scénariste
- 1964 : Les Pistolets maudits de Dallas (Las malditas pistolas de Dallas) de Pino Mercanti
- 1983 : Bragas calientes (Hot Panties), de Julio Pérez Tabernero